# Pärnumaa
Pärnumaa (plným názvem Pärnu maakond, tedy „Pernovský kraj“) je jeden z patnácti estonských krajů. Nachází se na jihozápadě Estonska, na pobřeží Rižského zálivu a sousedí s oblastmi Raplamaa, Läänemaa, Järvamaa a Viljandimaa. Na jihu sousedí též s Lotyšskem. Pärnumaa zabírá 5 418,73 km², což z něj činí rozlohou největší estonský kraj.

## Správní dělení

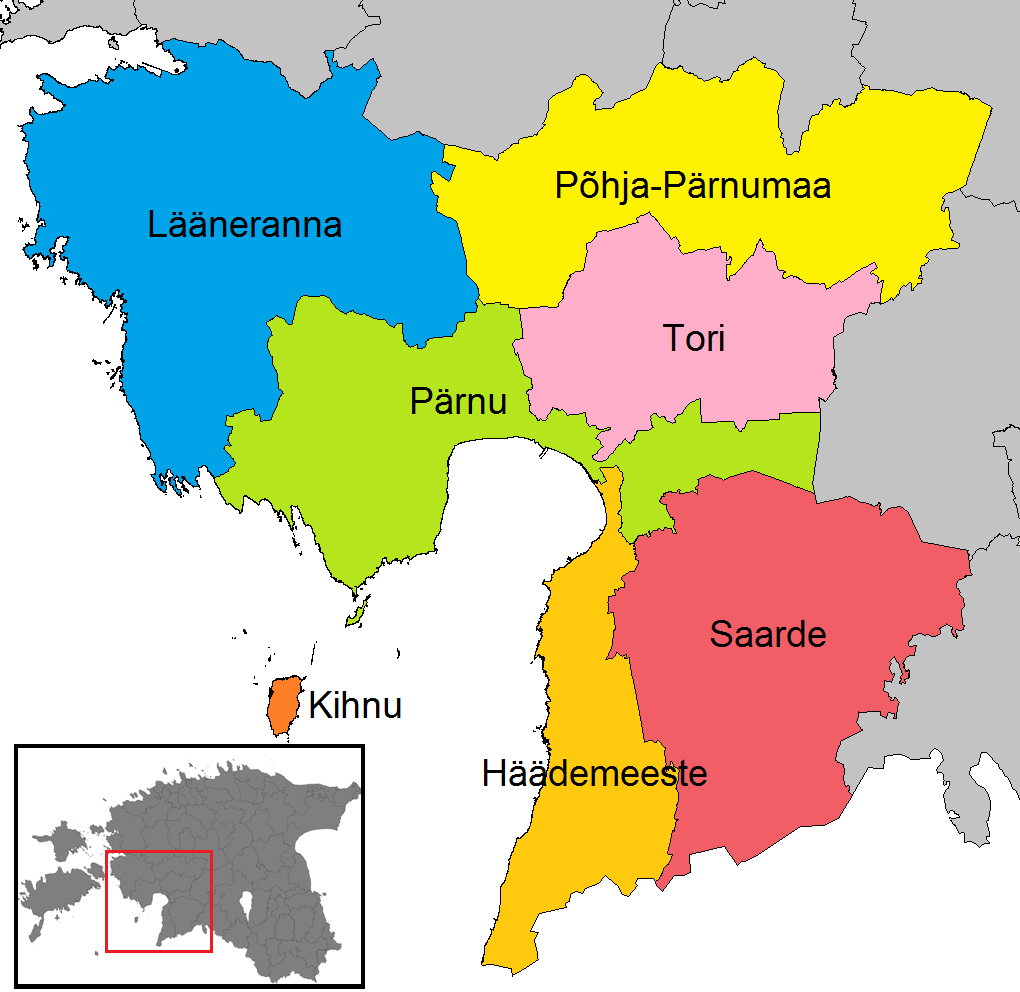
Rozdělení kraje po roce 2017

Pärnumaa sestává z jednoho statutárního města Pärnu a šesti samosprávných obcí. Před reorganizací v roce 2017 byl členěn na 21 samosprávných jednotek — dvě statutární města a 19 obcí.
|    | Obec           | Typ      | Populace | Rozloha (km²) | Počet obyvatel na km² |
| -- | -------------- | -------- | -------- | ------------- | --------------------- |
| 1. | Häädemeeste    | vesnická | 4 823    | 494           | 10,1                  |
| 2. | Kihnu          | vesnická | 690      | 17            | 41,3                  |
| 3. | Lääneranna     | vesnická | 5 242    | 1 352         | 4,1                   |
| 4. | Põhja-Pärnumaa | vesnická | 8 190    | 1 013         | 8,3                   |
| 5. | Pärnu          | městská  | 50 914   | 855           | 60,4                  |
| 6. | Saarde         | vesnická | 4 505    | 1 065         | 4,4                   |
| 7. | Tori           | vesnická | 11 821   | 611           | 19,1                  |

## Historie
V okrese Pärnu se nachází nejstarší známé lidské sídliště v Estonsku, které se nachází dva km po řece Pärnu u města Sindi, poblíž vesnice Pulli. Oblast se datuje do období mezolitu 8500 př. n. l.